# Zielnowo (województwo pomorskie)
Zielnowo (dodatkowa nazwa w j. kaszub. Zélnowò) – wieś kaszubska w Polsce położona w województwie pomorskim, w powiecie wejherowskim, w gminie Luzino.
Według danych z 2011 roku wieś zamieszkiwało 67 osób, z czego 53,7% stanowią kobiety, a 46,3% mieszkańców to mężczyźni. Stanowiło to wówczas 0,5% mieszkańców gminy Luzino.
W latach 1975–1998 miejscowość należała administracyjnie do województwa gdańskiego.
Podczas zaboru pruskiego wieś nosiła nazwę niemiecką Sellnowo. Podczas okupacji niemieckiej nazwa Sellnowo w 1942 została przez nazistowskich propagandystów niemieckich (w ramach szerokiej akcji odkaszubiania i odpolszczania nazw niemieckiego lebensraumu) zweryfikowana jako zbyt kaszubska i przemianowana na nowo wymyśloną i bardziej niemiecką – Silnau.

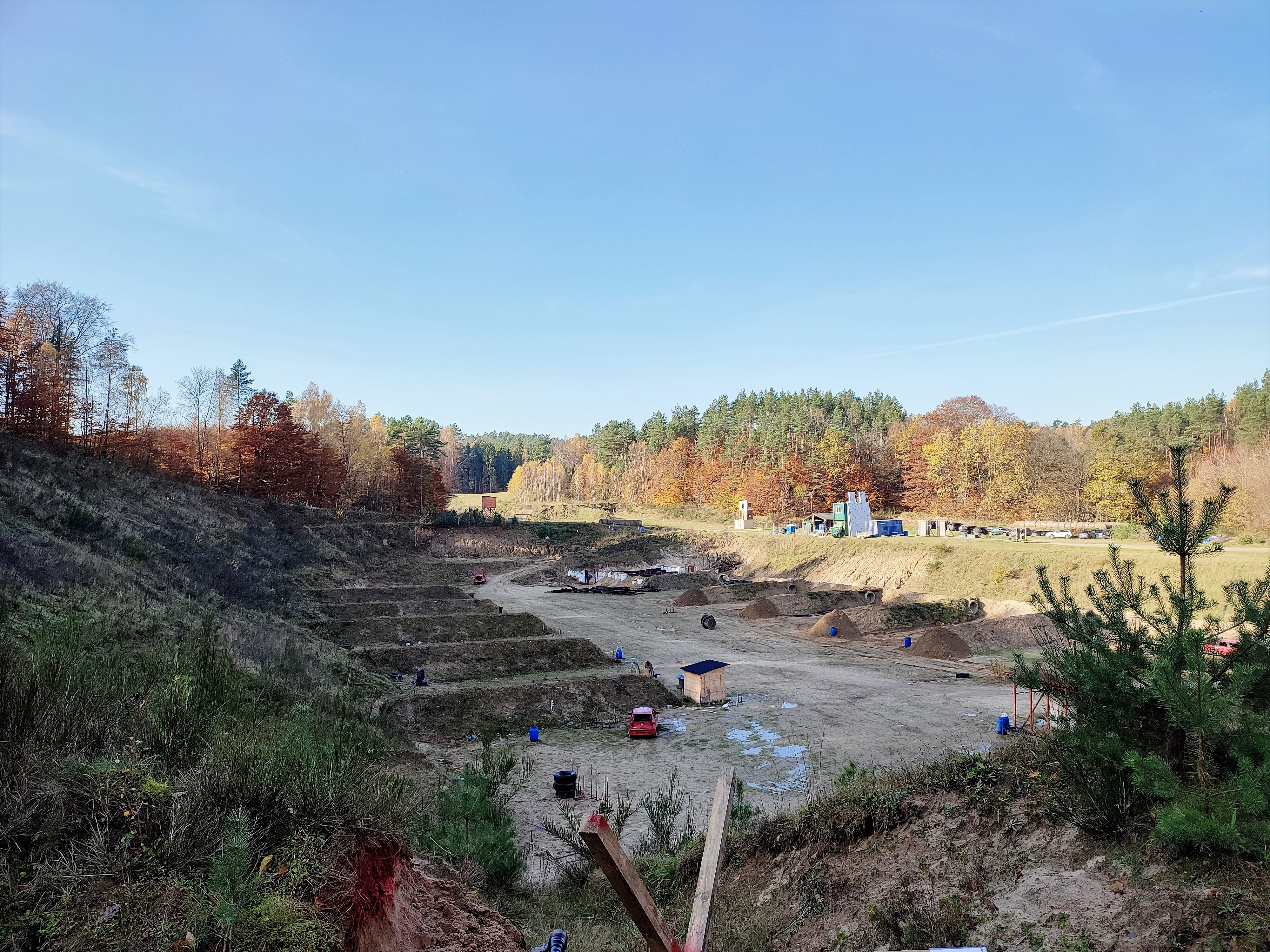
widok na strzelnicę Klubu "KSI"

W pobliżu wsi zlokalizowana jest strzelnica sportowa klubu Stowarzyszenie Klub Strzelających Inaczej „KSI”. 
Inne miejscowości o nazwie Zielnowo: Zielnowo